# Wohnhaus Große Hardewiek 36
Das Wohnhaus Große Hardewiek 36 in der niedersächsischen Kreisstadt Cuxhaven im Landkreis Cuxhaven stammt vom Anfang des 19. Jahrhunderts.
Aktuell (2024) wird es für Wohnungen und Büros genutzt.
Das Gebäude steht unter Denkmalschutz (siehe auch Liste der Baudenkmale in Cuxhaven).

## Geschichte und Beschreibung
Die 1743 Große Hardewiek genannte Straße ist eine alte Straße und wurde benannt nach den niederdeutschen Worten Harde für Hirte und Wiek für Siedlung. Sie führt von der Neustraße bis zur Konrad-Adenauer-Allee und Meyerstraße. Eingeschossige, giebelständige Bürgerhäuser prägen die Straße.
Das eingeschossige giebelständige Gebäude in Backstein und Fachwerk mit Steinausfachungen sowie mit ziegelgedecktem Mansarddach wurde Anfang des 19. Jahrhunderts gebaut. Die Außenwände wurden teilweise, insbesondere am Straßengiebel, massiv in Backstein ersetzt. Die Fassaden wurden gestaltet durch die senkrechte Verbretterung im Giebeldreieck mit auch modernen mittigen Fenstern.